# Luca Castellazzi
Luca Castellazzi (Gorgonzola, Lombardía; 19 de julio de 1975) es un exfutbolista italiano que jugaba de portero. Su último club fue el Torino Football Club de la Serie A.

## Trayectoria

### Inicios
Comenzó su carrera en el Monza. Pasó un tiempo en la Serie B, la Serie C1 y la Serie C2 con el Padova y el Pescara, antes de fichar por el Brescia junto con Vincenzo Mazzeo.

### Brescia
La carrera de Castellazzi prosiguió con el Brescia, que había ascendido a la Serie A en verano del año 2000, con el que debutó el 21 de enero de 2001 ante el Vicenza Calcio. En la temporada 2001-02, era el portero titular del equipo, pero en la siguiente temporada perdió este puesto en favor de Matteo Sereni. Después de ser cedido al Reggina y al Catania en la temporada 2002–03, volvió a convertirse en el guardameta regular de la temporada 2004–05, en la que jugó los 38 partidos de la Serie A. Castellazzi era en un principio el portero inicial de la temporada 2003-04, pero perdió dicha titularidad en favor de Federico Agliardi tras encajar cuatro goles contra el Reggina, aunque volvió a recuperarla.

### Sampdoria
Después de que el Brescia fuese relegado a la Serie B en verano del año 2005, se unió al U.C. Sampdoria mediante una transferencia gratis, firmando un acuerdo de 2 años de permanencia. Vistió el número 1 de la camiseta, antes llevado por Luigi Turci. Durante la primera temporada, Castellazzi fue el suplente de Francesco Antonioli, por lo que sólo jugó 3 partidos que este se perdió.
Finalmente, en la segunda temporada, consiguió un puesto estable, y en enero de 2008 firmó una extensión de su contrato para permanecer en el club hasta verano de 2010.
Después de una lesión durante la temporada 2009-10, perdió su puesto habitual en favor de Marco Storari. En febrero empezaron a surgir rumores sobre la posibilidad de que el jugador hubiese firmado un precontrato con el Inter de Milán.
En total, jugó 101 partidos de liga con el equipo genovés, mientras que sus suplentes Antonio Mirante, Gianluca Berti y Carlo Zotti jugaron 22 partidos durante las temporadas 2007-08 y 2008-09, 11 partidos y 1 partido en la temporada 2006-07, respectivamente.

### Inter de Milán
El 17 de junio de 2010, Castellazzi pasó a formar parte del equipo campeón de la Liga de Campeones de la UEFA y de la Serie A, el Inter de Milán, en una transferencia gratis que le vinculaba a permanecer en el Inter hasta 2012. Se convirtió, junto a Paolo Orlandoni, en uno de los suplentes de Júlio César, sustituyendo al retirado Francesco Toldo.
Una vez terminado su contrato con el club nerazurro, ha pasado a formar parte del equipo del recién ascendido a la Serie A, Empoli FC.

## Clubes
| Club                 | País   | Año       |
| -------------------- | ------ | --------- |
| Monza                | Italia | 1992-1999 |
| Padova               | Italia | 1999-2000 |
| Pescara              | Italia | 2000-2001 |
| Brescia              | Italia | 2001-2005 |
| → Reggina (cedido)   | Italia | 2003      |
| → Catania (cedido)   | Italia | 2003      |
| U.C. Sampdoria       | Italia | 2005-2010 |
| Inter de Milán       | Italia | 2010-2014 |
| Torino Football Club | Italia | 2014-2016 |